# Iven Kruse

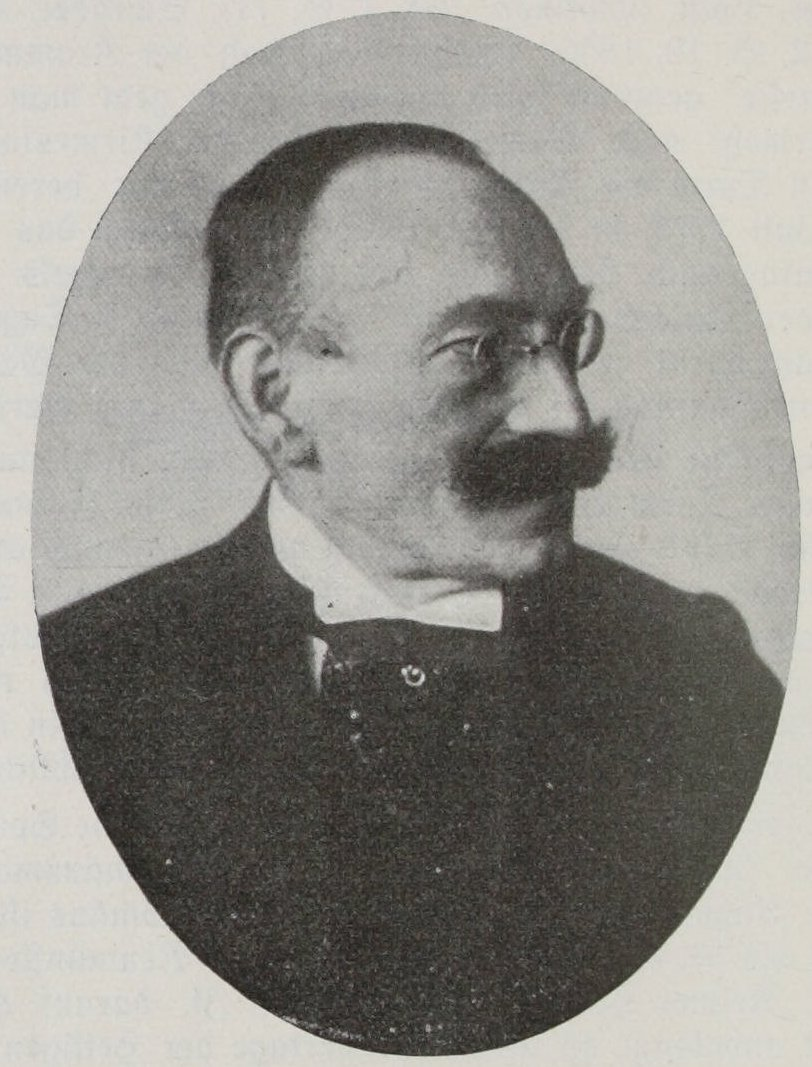
Iven Kruse

Iven Kruse (* 11. April 1865 in Ruhwinkel; † 10. September 1926 in Büdelsdorf) war ein deutscher Dichter, Schriftsteller und Redakteur.

## Leben
Johannes Kruse wird am 11. April als erstes Kind des Schmiedemeisters in Ruhwinkel, Kreis Plön, geboren. Kruse besucht die einklassige Dorfschule. Zum Schmiedehandwerk hat er kein Interesse; viel lieber liest er die Geschichten Theodor Storms, Eduard Mörikes und die Werke Wilhelm Raabes. So soll er die Lehrerlaufbahn einschlagen. Doch der Besuch der Präparande in Barmstedt scheitert; aus Heimweh kehrt Kruse kurze Zeit später nach Hause zurück. 1884 nimmt er eine Hilfsarbeiterstelle bei Wilhelm Biernatzkis in Kiel an, der die ›Schlesw.-Holst. Jahrbücher‹ herausgibt. Mit Beginn des Volontariats bei der ›Kieler Zeitung‹ 1885 erscheinen die ersten literarischen Arbeiten. Die Veröffentlichung der niederdeutschen Ballade ›De Schattentog‹ lenkt die Aufmerksamkeit des Dichters Detlev von Liliencron auf Kruse. Liliencron ist es, der ihm den Künstlernamen »Iven« gibt.
Ab 1889 ist Kruse öfter zu Gast in Kellinghusen bei Detlev v. Liliencron und hilft ihm beim Korrekturlesen und Redigieren des Gedichtbandes ›Der Haidegänger‹. Als der Band schließlich 1890 erscheint, enthält er eine gedruckte Widmung an den Freund aus Ruhwinkel.
Als Mitglied der Berliner Vereinigung ›Freie Bühne‹ gibt er wegen interner Differenzen über die zunehmende modernere Richtung am 2. August 1890 gemeinsam mit Arno Holz, Johannes Schlaf, Otto Ernst, Otto Julius Bierbaum, Detlev von Liliencron, Hermann Bahr und Bernhard Malnicke seinen Austritt aus der Vereinigung bekannt, die sich nicht zum »Organ« bestimmter Personen oder Gruppen machen lassen will.
Auf Anraten Detlev v. Liliencrons geht Kruse 1891 als freier Schriftsteller nach München, schließt sich dort einem Kreis skandinavischer Künstler an. Ihm gelingt es, einige Arbeiten bei der neu gegründete Zeitschrift ›Moderne Dichtung. Monatsschrift für Literatur und Kritik‹ (Hrsg. E. M. Kafka / nachfolgend ›Freie Bühne‹ u. ›Neue deutsche Rundschau‹) unterzubringen (›Christus‹, ›Die Gekreuzigte‹ u. einfühlsame Rezensionen u. a. zu Paul Scheerbart), kommt auch in Kontakt mit theosophischen Kreisen, in deren Monatsschrift ›Sphinx‹, Hrsg. Wilhelm Hübbe Schleiden – vornehmlich metaphysischen Themen gewidmet – er 1892 die kurze Prosadichtung ›Die Gekreuzigte‹ noch einmal veröffentlichen kann. Insgesamt gelingt es ihm nicht, in München recht Fuß zu fassen.
Desillusioniert zieht er ein halbes Jahr später in seinen Heimatort zurück. Bei einem Aufenthalt in Hamburg lernt er den Verleger des ›Cuxhavener Tageblattes‹, Georg Rauschenplat, kennen, der ihm eine Stelle anbietet, und Kruse greift zu. In den Folgejahren befreundet Kruse sich mit Personen wie Richard Dehmel, Otto Ernst (Schmidt) und Jacob Bödewadt, Timm Kröger und Hermann Löns. Weitere Stationen sind: 1902 Feuilletonredakteur bei den ›Hamburger Nachrichten‹, 1911 Chefredakteur des Feuilleton beim Hamburger ›Fremdenblatt‹, 1919 Feuilletonredakteur der ›Kieler Zeitung‹, 1922 Redakteur der ›Schleswigschen Grenzpost‹ in Flensburg, 1923 Redakteur der Kulturbeilage ›Salz und Brot‹ der ›Niederdeutsche Rundschau‹.
1925 folgt ein erneuter Versuch als freier Schriftsteller zu leben. Sein größtes Erzählwerk ›Der dritte Bismarck‹ wird nach Erscheinen auf Betreiben eines Flensburger Verlegers per Gerichtsbeschluss konfisziert und vernichtet. Nur wenig kaschiert tauchen die Orte Ruhwinkel, Altekoppel, Wankendorf, die Güter, Gutsbesitzer und andere reale Personen auf. Mit Stand vom 31. Dezember 1938 gehört das Werk zum »schädlichen und unerwünschten Schrifttum«. Während der Auftragsarbeit für die Familie Ahlmann über die Historie der Hollersche Carlshütte in Rendsburg stirbt Kruse am 10. September 1926. Er findet sein Grab auf dem Friedhof von Bornhöved, zu dessen Kirchspiel sein Geburtsort gehört.
Kruse ist vor allem als Idylliker mit naturalistischem Einfluss bekannt durch die stimmungsvollen, in seiner holsteinischen Heimat spielenden Novellen und Gedichte in platt- und hochdeutscher Sprache. – Zeitgenössische Schriftsteller äußerten sich wohlwollend zu Kruses Erzählungen und Gedichten. Detlev v. Liliencron sah in ihm den Wiederbeleber der niederdeutschen Ballade. Timm Kröger lobte das Werk und Hans Ehrke schrieb: »Das Gesicht Holsteins ist in dieser Art von keinem anderen Dichter trefflicher gezeichnet worden«; und Hermann Löns, der Niedersächsische Heidedichter, schrieb über die ›Schwarzbrotesser‹: »Menschen in Nordniedersachsen sind so: mit derbem Realismus auf dem Boden stehend, mit zitternder Seele in die Unendlichkeit spähend und den Fehlbetrag zwischen Soll und Haben des menschlichen Daseins mit stillem Humor buchend«. Der späte Theodor Fontane gar nannte Kruse auf Grund der Gestalten in »He will de Ogen todohn« den niederdeutschen Dostojewski und sprach von seinen Figuren: »In Ihren Adern rinnt etwas von dem Blute Tolstois«.
Als unmittelbare Reaktion auf Kruses Wirken wurden in Bornhöved, Büdelsdorf, Ruhwinkel und Hamburg-Lohbrügge Straßen nach ihm benannt.

## Gedichte (Leseprobe)
DIE FREMDE STADT

 Der D-Zug spielte seine sausende

 Weltmelodie seit vielen langen Stunden;

 Die monotone, selten pausende,

 Bevor er nicht an’s Endziel sich gefunden;

 Schon hatte er gar manche Tausende

 Von Höhenmetern rastlos überwunden,

 Gewaltig keuchend, aber niemals irrend,

 Durch Tunnel fauchend, über Brücken klirrend.

 Mir flattert das Herz und Müdigkeit

 Umkrallte doch mit fahler Hand die Stirne;

 Wie lag die rote Morgenstunde weit,

 Da ich von ferne erschaut die Gletscherfirne!

 Nun lag sie hinter uns seit Mittagszeit

 Und Abend sank ... Es wogte mir im Herzen

 Wie eine Flut von Bildern, ewig wechselnd,

 Zu Splitter jeden reinen Eindruck häckselnd.

 Und Abend sank ... Doch noch ist Zwielichthelle.

 Wie Berg und Wald vor meinen Blicken fliehn!

 Als wichen sie entsetzt von ihrer Stelle

 In ein vernebelndes Weißnichtwohin.

 Wir aber sind’s, die rastlos wie die Welle

 Und Wolkenheimatlos vorüberziehn,

 Vorbei an mancher kleinen Station,

 Die angstgeduckt nachsah der Vision.

 [...]

 (Auszug aus Iven Kruse: Brocken und Krumen. Betrachtungen. Gedichte. Briefe. Wankendorf 2000)

 DODENVOLK

 Wenn de Maand an’n Häwen steit

 Mang de Steerns, de he höden deit,

 Wenn dat lies’ vun baben klingt,

 As wenn de Engeln en Droomleed singt,

 Wenn de Nachwind sik rögen deit

 In dat Koorn, dat sik bögen deit

 Week un sach

 In de warme, lurige Sommernach,

 Mal hin un mal her

 Un denn ni mehr,

 As wenn dat en olen Grotvaderdanz weer –

 Wenn dat denn Twölf vun’n Karktoorn sleit,

 Swar, lud, as en Stemm ut de Ewigkeit,

 Denn röögt sik dat ok bi de lütte Kark,

 Dat klötert, dat rötert, dat wunnerwarkt;

 Denn ward dat lebenni mang Blomen un Krut:

 Dat Dodenvolk stiggt ut de Gräber herut;

 Lock ehr de Maand? He schient so klor –

 Dor kümmt de Tog al ut dat Dor:

 Vöran loopt de Lütten, all Hand in Hand,

 Bald middenwegs rönnt se, bald an de Kant;

 Dat Jungvolk denn, en ganzen Swarm,

 Wölk gaht alleen, wölk Arm in Arm;

 Un denn de Olen, een bi een,

 Mit krummen Rügg un stiwe Been;

 So langsam gaht se, knapp künnt se mit –

 Du sühst ehr bloß, du hörst keen Tritt.

 [...]

 (Auszug aus Iven Kruse: Dodenvolk. Vertellns un Riemels. Wankendorf 1999)

## Werke
- Gedenkbuch zur Erinnerung an die Jubelfeier der 500jährigen Vereinigung des Amtes Ritzebüttel mit der freien und Hansestadt Hamburg. Cuxhaven 1895.
- Schwarzbrodesser. Holsteinische Gestalten und Geschichten. Georg Heinrich Meyer, Berlin/Leipzig o. J. [1900].
- Schwarzbrotesser. Holsteinische Gestalten und Geschichten. Franz Wunder, Berlin/Leipzig o. J. [1905].
- Klaus Groths Heimkehr. In: Schleswig-Holsteinisches Jahrbuch (1918/1919), S. 73–75.
- Der schleswig-holsteinische Kaland. In: Schleswig-Holsteinisches Jahrbuch (1920), S. 175–177.
- Hrsg. Iven Kruse: Plattdütsch Wunnerhorn. Ole plattdütsche Volkleder sammelt, tosaamenstellt und rutgeven. Nordmark. Tondern 1923.
- Zum stillen Unverhofft, und andere Geschichten. Carl Schünemann, Bremen o. J. [1923].
- Schwarzbrotesser. Holsteinische Gestalten und Geschichten. Carl Schünemann, Bremen o. J. [1923].
- Der Dritte Bismarck. Karl Wachholtz, Neumünster 1925.
- [Anonym u. posthum] Jahrhundertbuch der Holler'schen Carlshütte bei Rendsburg insbesondere ein Lebensbild des Gründers Markus Hartwig Holler. Rendsburg 1927.
- Salz und Brot. Holsteinische Geschichten und Gedichte. Hrsg. von Volker Griese u. Harald Timmermann. Wachholtz Verlag, Neumünster 1998, ISBN 3-529-04714-7.
- Schwarzbrotesser. Erzählungen, Betrachtungen, Gedichte. Hrsg. von Volker Griese. Norderstedt 2014, ISBN 978-3-7386-0645-4.